# Hričovské rífy
Hričovské rífy jsou přírodní památka v katastrálním území obce Hričovské Podhradie v okrese Žilina v Žilinském kraji na Slovensku. Území bylo vyhlášeno v roce 1990 a jeho rozloha je 0,2 hektaru. Předmětem ochrany je krajinářsky významný geologický útvar s paleontologickými nálezy řas, dírkonošců, korálů apod. Leží na rozhraní Súľovských vrchů a Považského podolí. Geologicky jsou Hričovské rífy velkými bloky (olistolity) rifových vápenců spodního paleogénu, které leží v mladších pískovcích hričovskopodhradského souvrství.